# Paus Urbanus VI
Urbanus VI, geboren als Bartolomeo Prignano (Napels, rond 1318 – Rome, 15 oktober 1389) was paus van 1378 tot 1389. Zijn opvolger was paus Bonifatius IX.

## Levensloop
Bartolomeo Prignano werd in 1363 aartsbisschop van Acerenza, en daarna vanaf 1377 aartsbisschop van Bari en cancellarius van paus Gregorius XI. Toen deze laatste in 1378 overleed, kwam het Romeinse volk op straat en eiste dat er eindelijk weer eens een Romein of op zijn minst een Italiaan tot paus zou worden verkozen. De Italiaanse kardinalen waren echter stuk voor stuk veel te oud om nog in aanmerking te komen. 
Geconfronteerd met het ronduit agressieve volk opteerden de radeloze kardinalen uiteindelijk, na een turbulent conclaaf, voor iemand buiten hun kring. Hun keuze viel op de zachtmoedige, onopvallende en gemakkelijk te beïnvloeden Bartolomeo Prignano, de laatste niet-kardinaal die tot paus werd gekozen. Ze hadden gedacht hem ertoe te kunnen bewegen hun hartenwens te vervullen en naar Avignon terug te keren, maar hadden al spoedig redenen te over om hun beslissing te betreuren. Eenmaal op de troon, verheven boven de adellijke kardinalen die hem vroeger nooit hadden zien staan, ontpopte Prignano, die de naam Urbanus VI had aangenomen, zich al snel tot een kwaadaardige tiran die razend tekeer ging en niet voor lijfstraffen terugschrok. 
De overwegend Franse kardinalen, vreselijk geschrokken, zetten nu een catastrofale ketting van gebeurtenissen in gang door hun toevlucht te nemen tot een drastische en ongehoorde ingreep: ze verklaarden dat ze door het Romeinse volk onder zware druk waren gezet en daardoor een verkeerde beslissing hadden genomen, trokken openlijk de geldigheid van Urbanus' verkiezing - en dus hun eigen handelingen - in twijfel, en kozen nog datzelfde jaar 1378 een tegenpaus, Clemens VII, de verantwoordelijke voor het bloedbad van Cesena. Deze vertrok onmiddellijk met zijn volgelingen naar Avignon, de wereld berichtend dat hij de enige echte paus was. Urbanus VI wist zich echter te handhaven. 
De christelijke wereld werd nu gedwongen te kiezen. Frankrijk, Spanje en Portugal schaarden zich achter Clemens; Italië, het Heilige Roomse Rijk, Vlaanderen en Engeland achter Urbanus VI. Door deze situatie ontstond het Westers Schisma.
Urbanus' tombe in de Grotte Vaticane is een oude sarcofaag.
Cursief: tegenpaus